# イスマイル・アイサティ
イスマイル・アイサティ（إسماعيل العيساتي、Ismaïl Aissati、1988年8月16日 - ）はオランダ出身、オランダ・モロッコの二重国籍を持つ元サッカー選手。現役時代のポジションはオフェンシブミッドフィールダー。

## 経歴
2005-06シーズン、ローダJC戦でトップチームデビュー。17歳だった。さらにそのシーズンのUEFAチャンピオンズリーグ・ACミラン戦で途中出場しトップチームデビュー。ホームゲームのミラン戦では先発出場し、若さに似合わぬパフォーマンスでミランに勝利する原動力となった。
2007年にローン移籍したFCトゥウェンテでは活躍したが、PSVアイントホーフェンに戻ってからは、アフェライがおり出場機会に恵まれず不満が溜まり、2007-08シーズン終了後に移籍を希望。ライバルチームであるアヤックス・アムステルダムへ移籍した。
しかし、アヤックスにおいても、2008-09、2009-10シーズンともに充分な出場機会が得ることができず、2010-11シーズンは、フィテッセへ1年間のローン移籍した。チームはシーズンを通して低迷するものの、アイサティ自身はキャリア最多のリーグ戦出場とゴールを記録した。
2011-12シーズンは、アヤックスに復帰するものの、シーズン当初はリザーブチームからのスタートとなった。2011年11月27日にトップチームへ合流すると、その後は交代出場ながら出場機会を得ている。
シーズン終了後、アヤックスより3年間の契約延長をオファーされたが、結局、物別れに終わった。その後、契約を前提としてフィテッセにおいてトライアルを受けていたが、ここでも自身の希望のサラリーを受け入れてもらえず契約には至らなかった。結局、移籍金なしで、トルコ・シュペルリガのアンタルヤスポルへ加入。
2013年夏にロシア1部のFCテレク・グロズヌイに3年契約で移籍した。
2016年6月14日、アランヤスポルに移籍した。

## 代表歴
各年代の代表チームでは活躍し、2006年のU-21欧州選手権ではオランダ代表の背番号10を背負おうも、オランダA代表からは招聘されず、モロッコ代表としてプレーすることを選択した。
2011年8月11日親善試合セネガル代表戦でウサマ・アサイディとの交代出場でモロッコ代表デビューを果たした。

## タイトル
PSV
- エールディヴィジ (3) : 2005-06, 2006-07, 2007-08

アヤックス
- エールディヴィジ (1) : 2011-12
- KNVBカップ (1) : 2010

デニズリスポル
- TFF1.リグ (1) : 2019

U-21オランダ代表
- UEFA U-21欧州選手権 (2) : 2006, 2007